# 周純修
周純修（？—17世紀），字景文，河南汝寧府光州光山縣人，明朝政治人物。

## 生平
周純修是天啟元年（1621年）舉人，到崇禎元年（1628年）成進士，獲授庶吉士，歷任吏科、刑科、工科給事中。李自成軍隊窺視河南，他上疏在沿岸設置烽火和游騎準備，又建議奏免天下無主罪銀十數萬兩；其他凡人材進退、國家機宜事情都知無不言，人們都說他的奏疏出於忠誠。

## 引用
1. 1 2  康熙《光州志·卷五十二·仕賢列傳三》：周純修，字景文，光山人，登崇禎戊辰進士。授翰林院庶吉士，改歷吏刑工三科給事中；闖寇窺河南，疏請沿岸設烽火游騎備之，挕比部奏免天下賍罰無主罪銀十數萬兩，凡人材進退、國家否泰之機，知無不言，疏出見者皆謂言出於篤棐。 節舊志
2. ↑  康熙《光州志·卷四十·選舉志中》：天啟辛酉科（舉人）有……周純修 光山人